# Dinanderie

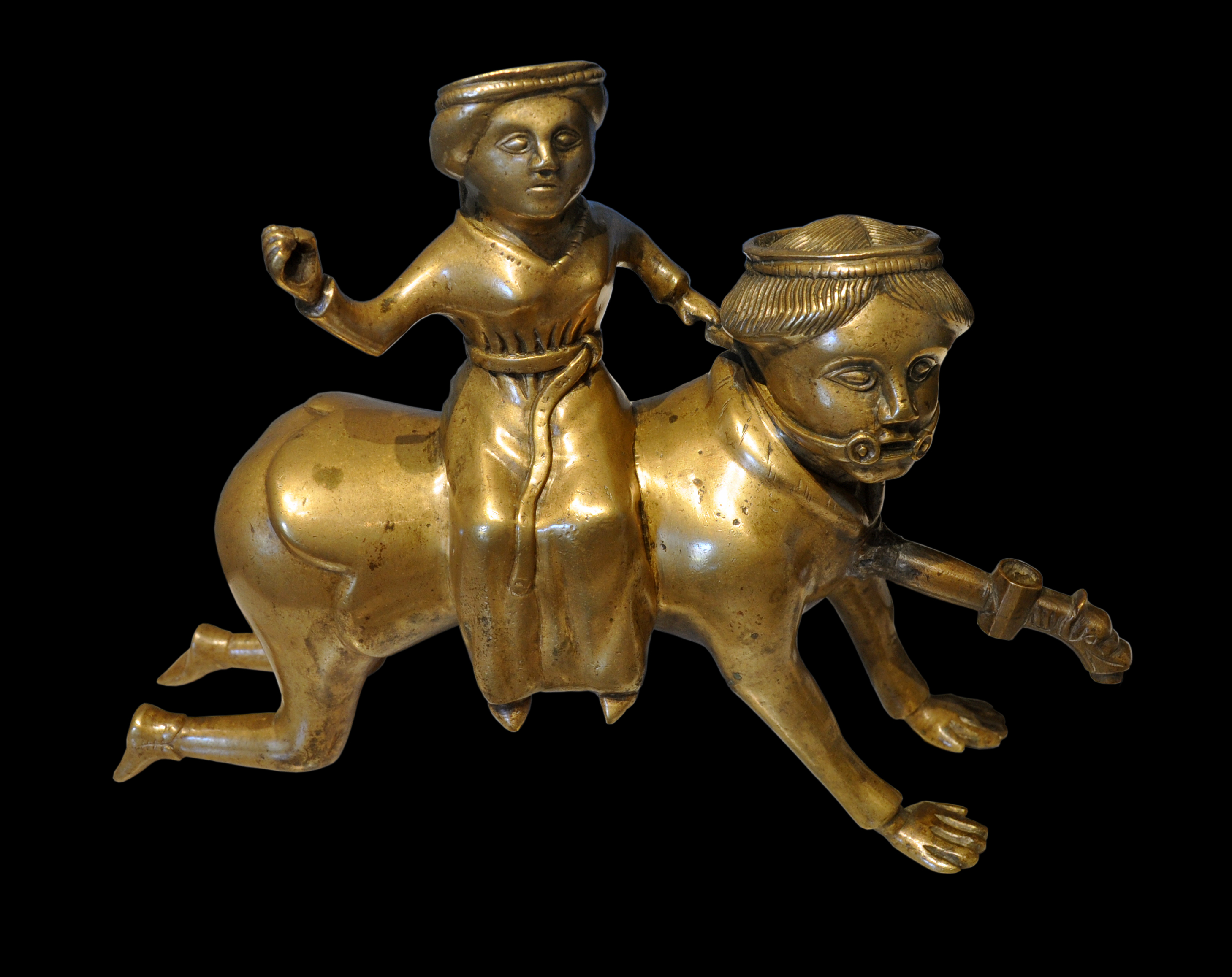
Aristoteles und Phyllis, Dinanderie (Maastal, erste Teil des XV. Jhdt.).

Dinanderie ist ein historischer, seit dem 15. Jahrhundert gebrauchter Begriff für gegossene und aus Blech gearbeitete Messingwaren, abgeleitet von dem im Maastal gelegenen Hauptproduktionsort Dinant. Der Bedeutungsumfang des Wortes erweiterte sich mit der Zeit auf Produkte aus dem ganzen Maastal, dann auch für die aus Flandern, Brabant und benachbarten deutschen Regionen, vor allem Aachen. In Deutschland ist der Begriff, von der kunsthistorischen Fachsprache abgesehen, seit dem 19. Jahrhundert außer Gebrauch gekommen, in französischsprachigen Regionen aber bis heute verbreitet.

## Geschichte

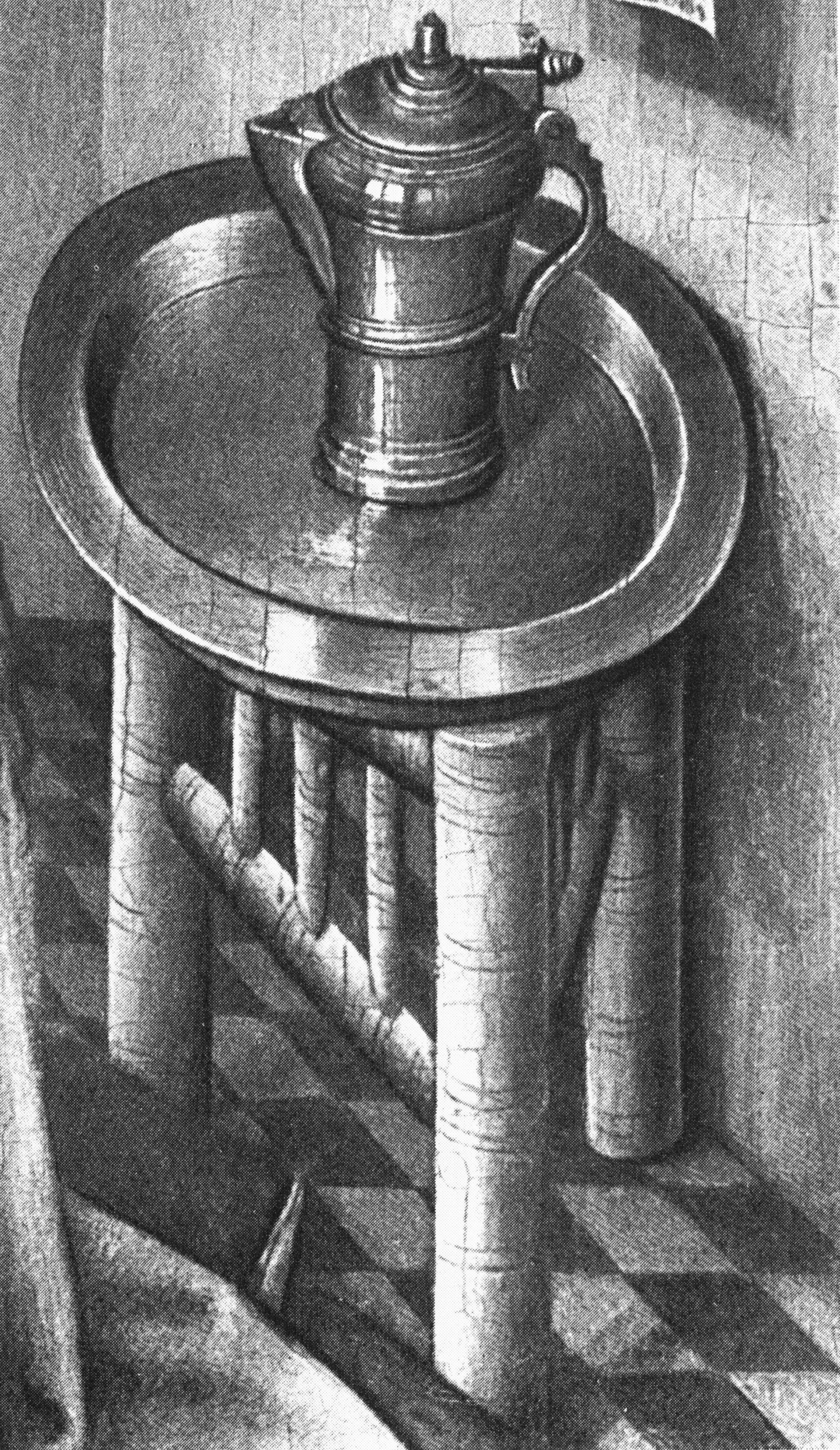
Lavabo-Garnitur auf einem Gemälde von Robert Campin, um 1438

Grundlage der vom 12. bis 17. Jahrhundert blühenden Industrie waren die auf dem Gebiet des heutigen Belgien gelegenen Lagerstätten von Galmei, einem zinkhaltigen Mineral, das man mit importiertem Kupfer zu Messing verarbeitete.
Berühmte, oft figürlich geschmückte Güsse der romanischen Zeit sind manchmal aus Messing (auch wenn das Material häufig als Bronze angesprochen wird, von der es äußerlich nicht immer leicht zu unterscheiden ist): Das Taufbecken des Reiner von Huy in Lüttich (1107–1118), der Cappenberger Kopf oder der Leuchter im Mailänder Dom (um 1200) gehören dazu, ferner zahlreiche kirchliche Ausstattungsobjekte: Lavabokessel und Becken, Kannen und Aquamanilien, Weihwassereimer und Weihrauchkessel, Adlerpulte, gravierte Grabplatten (Niederlande, England), Kronleuchter, später im profanen Bereich auch Kannen, Schüsseln und anderes Hausgerät.
Seit dem späteren Mittelalter kommen auch aus Blech getriebene Gefäße häufiger vor. Nach der Zerstörung Dinants 1466 verlagern sich allerdings die Hauptproduktionsstätten nach Norddeutschland und später Nürnberg.

## Nachweise
1. ↑  Das französische Wort laiton bezeichnet das Material Messing, dinanderie dagegen heute historische Objekte und künstlerisch gestaltete Handwerkserzeugnisse aus diesem Material.